# São João do Caiuá
São João do Caiuá är en kommun i Brasilien.   Den ligger i delstaten Paraná, i den södra delen av landet, 900 km sydväst om huvudstaden Brasília. Antalet invånare är 5 909.
Trakten runt São João do Caiuá består i huvudsak av gräsmarker. Runt São João do Caiuá är det ganska glesbefolkat, med 24 invånare per kvadratkilometer.